# Ceriomura perita
Ceriomura perita là một loài nhện trong họ Salticidae.
Loài này thuộc chi Ceriomura. Ceriomura perita được Elizabeth Maria Gifford Peckham & George William Peckham miêu tả năm 1894.